# Andrew Goudelock
Andrew Goudelock, né le 7 décembre 1988 à Stone Mountain, en Géorgie, est un joueur américain de basket-ball. Il évolue au poste d'arrière.

## Biographie
Drafté le 23 juin 2011 par les Lakers de Los Angeles en 46e position au second tour, il joue peu mais impressionne à certains match et est conservé dans l'effectif des Lakers. Le 27 octobre 2012, il est coupé par les Lakers, puis est rappelé pour finir la saison le 14 avril 2013 à la suite de la blessure de Kobe Bryant après avoir été envoyé en D-League pour la saison avec les Sioux Falls Skyforce puis les Rio Grande Valley Vipers avec des statistiques de 21 points, 5 rebonds et 4 passes décisives par match de moyenne. Il est nommé MVP de la D-League à la fin de la saison 2013.
En juillet 2013, il signe un contrat d'un an avec l'UNICS Kazan, qui évolue en première division russe. Goudelock est nommé MVP de l'EuroCoupe mais perd, avec son équipe, en finale face à Valence. Il est aussi nommé meilleur joueur de la VTB United League. En juillet 2014, il signe un contrat avec le Fenerbahçe Ülker.
Goudelock est désigné meilleur joueur de la deuxième journée de la saison régulière de l'Euroligue 2014-2015 dans la victoire de son équipe, le Fenerbahçe Ülker face au Turów Zgorzelec. Il réalise une évaluation de 30 avec 27 points à 9 sur 14 au tir, 3 rebonds, 2 passes décisives et 3 interceptions. Il est de nouveau le meilleur joueur lors de la cinquième journée en marquant 34 points dans la victoire de son équipe face au Bayern Munich. Goudelock réussit 10 tirs à trois points sur 13 tentés, et établit ainsi un nouveau record du nombre de tirs à trois points réussis dans une rencontre d'Euroligue, battant celui de Saulius Štombergas,.
Goudelock signe un contrat d'un an avec le Maccabi Tel-Aviv en août 2016. En février 2017, il se blesse à la cheville et doit subir une opération chirurgicale ce qui l'éloigne de la compétition pendant 4 à 6 semaines.

## Palmarès
- Champion de la Division Pacifique en 2012 avec les Lakers de Los Angeles.